# Phyllognathopus paludosus
Phyllognathopus paludosus is een eenoogkreeftjessoort uit de familie van de Phyllognathopodidae. De wetenschappelijke naam van de soort is voor het eerst geldig gepubliceerd in 1893 door Mrázek.